# Вагањ
Вагањ је планински пријевој у Босни и Херцеговини. Налази се на планини Камешници на надморслкој висини од 1173 метра. Преко превоја води цеста између Ливна и Сиња у Хрватској која представља најкраћу путну везу између Далмације на западу и Босне и Херцеговине на истоку.